# Кулик, Афанасий Трофимович
Афана́сий Трофи́мович Кули́к (1910—1942) — красноармеец Рабоче-крестьянской Красной Армии, участник польского похода, советско-финской и Великой Отечественной войн, Герой Советского Союза (1940).

## Биография
Родился в 1910 году в селе Новый Глыбов (ныне — Козелецкий район Черниговской области Украины). Украинец. После окончания трёх классов школы работал в родительском хозяйстве. В 1939 году Кулик был призван на службу в Рабоче-крестьянскую Красную Армию, участвовал в польском походе. 
Участник советско-финской войны.
К февралю 1940 года красноармеец Афанасий Кулик был стрелком 27-го стрелкового полка 7-й стрелковой дивизии 7-й армии Северо-Западного фронта. Во время одного из боёв он лично уничтожил финский дзот со всем гарнизоном, благодаря чему рота смогла продолжить наступление.
Указом Президиума Верховного Совета СССР от 21 марта 1940 года за «образцовое выполнение боевых заданий командования на фронте борьбы с финской белогвардейщиной и проявленные при этом отвагу и геройство» красноармеец Афанасий Кулик был удостоен высокого звания Героя Советского Союза с вручением ордена Ленина и медали «Золотая Звезда» за номером 221.
В январе 1941 года был назначен председателем Остерского районного комитета физической культуры Черниговской области
В начале Великой Отечественной войны Кулик остался в оккупации, участвовал в подпольной работе в Черниговской области Украинской ССР.
В 1942 году арестован гестапо и после допросов с применением пыток 22 июля 1942 года расстрелян. Похоронен в Чернигове в братской могиле на старом кладбище.